# Tanalyk
Der Tanalyk (russisch Таналы́к; baschkirisch Таналыҡ) ist ein rechter Nebenfluss des Ural in Baschkortostan und in der Oblast Orenburg in Russland.
Der Tanalyk entspringt im Irendyk-Gebirge im Südlichen Ural. Er fließt in überwiegend südlicher Richtung durch den Südosten der Republik Baschkortostan, erreicht schließlich die Oblast Orenburg und mündet nach 225 km in den vom Ural durchflossenen Iriklinski-Stausee. Am Flusslauf liegt die Kleinstadt Baimak. Der Fluss wird hauptsächlich von der Schneeschmelze gespeist. Die durchschnittliche Wasserführung 59 km oberhalb der Mündung beträgt 2,96 m³/s. Der Tanalyk fällt 8–10 Monate trocken. Ab Ende Oktober / Anfang November ist er eisbedeckt. Im April ist er wieder eisfrei.